# Тірмен
Тірме́н (рос. Тирмен, башк. Тирмән) — присілок (колишнє селище) у складі Абзеліловського району Башкортостану, Росія. Входить до складу Аскаровської сільської ради.
До 10 вересня 2010 року називався присілок Мелькомбіната.
Населення — 13 осіб (2010; 13 в 2002).
Національний склад:
- башкири — 100%